# 里亞斯內 (洛佐瓦區)
48°43′51″N 36°41′39″E / 48.73083°N 36.69417°E
里亞斯內（烏克蘭語：Рясне）是位於烏克蘭東部的村莊，由哈爾科夫州洛佐瓦區的布利茲紐基市鎮負責管轄。該村面積0.07平方公里，海拔高度169米，2001年人口11，人口密度每平方公里157.1人。